# Sofia di Lituania
Sofia Vitovtovna, nota come Sofia di Lituania (1371 – 1453), è stata una principessa lituana.
Fu principessa-consorte di Moscovia avendo sposato Basilio I di Russia e poi principessa reggente di Moscovia durante la minore età del figlio Basilio II di Russia dal 1425 al 1434.

## Biografia
Era la figlia unica di Vitoldo, Granduca di Lituania, e della di lui prima moglie Anna. Il 21 gennaio 1391, mentre il padre era impegnato nella guerra civile lituana, sposò Basilio I di Russia. Dopo la morte di Basilio, avvenuta nel 1425, divenne reggente per il figlio decenne Basilio. Suo padre sostenne la pretesa al trono che Basilio disputò contro lo zio Jurij Dmitriyevitch nell'ambito della guerra civile moscovita. Sofia, alla sua morte, fu sepolta nel Convento dell'Ascensione di Mosca; il sarcofago fu traslato nel 1929 presso la Cattedrale dell'Arcangelo Michele di Mosca, per disposizione delle autorità sovietiche.

## Discendenza
A Basilio I Sofia diede:
- Anna di Mosca (1393 –1417), andata sposa a Giovanni VIII Paleologo;
- Yury Vasilievich (30 marzo 1395 – 30 novembre 1400);
- Ivan Vasilievich (15 gennaio 1396 – 20 luglio 1417), genero di Ivan Vladimirovich di Pronsk;
- Anastasia Vasilievna († 1470), moglie di Vladymir Alexander, principe di Kiev;
- Daniil Vasilievich (6 dicembre 1400 – maggio 1402);
- Vasilisa Vasilievna, sposa prima di Alexander Ivanovich "Brukhaty", principe di Suzdal, e in seconde nozze sposa del cugino Alexander Daniilovich "Vzmetenj", principe di Suzdal;
- Simeon Vasilievich (13 gennaio – 7 aprile 1405)
- Maria Vasilievna, sposò Yuri Patrikievich, figlio di Patrikej, principe di Starodub;
- Basilio II, successore di Basilio I.

## Ascendenza
|                   |   |       | Genitori       |  |  | Nonni |  |  | Bisnonni  |  |  | Trisnonni |  |
|                   |   |       |                |  |  |       |  |  | Gediminas |  |  | Butvydas  |  |
|                   |   |       |                |  |  |       |  |  | Gediminas |  |  | Butvydas  |  |
|                   |   | …     |                |  |  |       |  |  | Gediminas |  |  |           |  |
| Kęstutis          |   |       |                |  |  |       |  |  | Gediminas |  |  |           |  |
|                   |   | Jewna | Ivan di Polack |  |  |       |  |  |           |  |  |           |  |
|                   |   | Jewna | Ivan di Polack |  |  |       |  |  |           |  |  |           |  |
|                   |   | Jewna | …              |  |  |       |  |  |           |  |  |           |  |
| Vitoldo il Grande |   | Jewna |                |  |  |       |  |  |           |  |  |           |  |
|                   |   | …     | …              |  |  |       |  |  |           |  |  |           |  |
|                   |   | …     | …              |  |  |       |  |  |           |  |  |           |  |
|                   |   | …     | …              |  |  |       |  |  |           |  |  |           |  |
| Birutė            |   | …     |                |  |  |       |  |  |           |  |  |           |  |
|                   |   | …     | …              |  |  |       |  |  |           |  |  |           |  |
|                   |   | …     | …              |  |  |       |  |  |           |  |  |           |  |
|                   |   | …     | …              |  |  |       |  |  |           |  |  |           |  |
| Sofia di Lituania |   | …     |                |  |  |       |  |  |           |  |  |           |  |
|                   | … | …     |                |  |  |       |  |  |           |  |  |           |  |
|                   | … | …     |                |  |  |       |  |  |           |  |  |           |  |
|                   | … | …     |                |  |  |       |  |  |           |  |  |           |  |
| …                 | … |       |                |  |  |       |  |  |           |  |  |           |  |
|                   |   | …     | …              |  |  |       |  |  |           |  |  |           |  |
|                   |   | …     | …              |  |  |       |  |  |           |  |  |           |  |
|                   |   | …     | …              |  |  |       |  |  |           |  |  |           |  |
| Anna di Lituania  |   | …     |                |  |  |       |  |  |           |  |  |           |  |
|                   |   | …     | …              |  |  |       |  |  |           |  |  |           |  |
|                   |   | …     | …              |  |  |       |  |  |           |  |  |           |  |
|                   |   | …     | …              |  |  |       |  |  |           |  |  |           |  |
| …                 |   | …     |                |  |  |       |  |  |           |  |  |           |  |
|                   |   | …     | …              |  |  |       |  |  |           |  |  |           |  |
|                   |   | …     | …              |  |  |       |  |  |           |  |  |           |  |
|                   |   | …     | …              |  |  |       |  |  |           |  |  |           |  |
|                   |   | …     |                |  |  |       |  |  |           |  |  |           |  |